# 이토왓푸
이토왓푸(糸割符, いとわっぷ)는 에도시대(江戸時代) 일본의 생사(生絲) 수입 방식이다. 에도막부(江戸幕府)는 '이토왓푸나카마(糸割符仲間)'라는 특정 상인집단에게 독점적 수입권과 국내 상인에의 독점적 도매권을 주었다. 시로이토왓푸(白糸割符)라고도 한다.

## 개요
에도시대 초기, 일본에 가장 중요한 수입품은 중국산 생사(백사)였다. 그러나 생사 수입에 있어 외국상인이 가격 결정 주도권을 소유하여 이익을 독점하고 있었기 때문에, 이를 누를 필요가 있었다. 한편 외국상인측도 임진왜란(壬辰倭亂) 실패와 세키가하라 전투(関ヶ原の戦い)의 영향으로 발생한 일본 국내 경제 혼란에 의한 판매부진에 고심하고 있었다.
게다가 막부는 게이초(慶長) 9년(1604) 고요쇼닌(御用商人) 차야시로지로(茶屋四郎次郎)를 주도자로 하여 교토(京都)・사카이(堺)・나가사키(長崎)의 특정 상인에게 이토왓푸나카마를 만들게 하였고, 이토왓푸나카마에게 수입생사의 가격 결정과 일괄 구입을 허락, 그것을 개개 상인에게 분배하게 하였다. 당초 3곳이었르나 후에 간에이(寛永) 8년(1631) 에도(江戸, 오늘날의 도쿄東京)・오사카(大坂, 오늘날의 오사카大阪)를　포함 5곳이 되었다. 당초는 포르투갈 상인만이었디만 간에이 10년(1633) 중국 상인(처음엔 명이었다가 이후엔 청), 간에이 12년(1635) 네덜란드 상인도 적용되었다. 또한 간에이 18년(1641) 무역항으로서의 지위를 상실한 대가로서 히라도섬(平戸)도 추가하여 6곳이 되었다. 후에 하카타(博多) 등 히라도 이외 규슈(九州) 여러 도시에도 배분되어, 종래 5곳에서 분리되어 '분국배분(分国配分)'이라고 하는 규정외 틀짜기가 되었다.
이토왓푸에 참가할 수 있었던 도시는 전부 덴료(天領) 도시로, 후에 참가를 허락받은 히라도번(平戸藩)에 있는 히라도의 경우도. 번에 막대한 수입을 계속 주었던 네덜란드와의 무역의 권리를 막부가 박탈한 대가치로는 상당히 쌌다. 이는 말부와 그 영향 하에 있는 상인에 의한 무역이익 독점을 기도한 것이라고도 할 수 있다.
메이레키(明暦) 원년(1655), 중국 상인의 저항(이 배경에는 정성공(鄭成功)이 있었다고 언급되고 있다)을 받아 이토왓푸나카마는 해산되었고, 시호바이바이(市法売買)가 되었다. 죠쿄(貞享) 2년(1685) 부활되어(그러나 히라도 이하 분국배분은 부활시키지 않음) 막말아지 이어졌지만, 일본 국내에 생사 생산은 증가하여, 수입 생사의 중요성(새로운 이토왓푸제도는 일본 국내산을 보호하고 생사 수입을 제한하는 의도가 있었음)이 저하되었던 것으로부터 점차 유명무실화되었다.

## 이토왓푸슈쿠로
이토왓푸슈쿠로(糸割符宿老, いとわっぷしゅくろう)는 수입생사 구매 특권을 갖는 각지 이토왓푸나카마 장로를 말한다.

## 같이 보기
- 남만무역
- 주인선